# 広瀬すず
広瀬 すず（ひろせ すず、1998年〈平成10年〉6月19日 - ）は、日本の女優、ファッションモデル。静岡県清水市（現・静岡市清水区）出身。フォスタープラス所属。姉は女優で元ファッションモデルの広瀬アリス。

## 来歴
静岡県生まれ。静岡市立清水高部東小学校、静岡市立清水第六中学校、あずさ第一高等学校卒業。
姉のアリスが専属モデルをつとめていた雑誌である『Seventeen』のイベントに母と来場した際、アリスが所属していた現所属事務所の社長から声をかけられたことがきっかけで芸能界に入った。
2012年8月、『Seventeen』の専属モデルオーディション「ミスセブンティーン2012」のグランプリを受賞し、同誌専属モデルとして芸能界デビュー。姉妹で『Seventeen』の専属モデルを務めることになった。同年、日本テレビの『天才!志村どうぶつ園』でテレビ初出演、および姉のアリスと初共演。以降も、姉とはイベントやテレビで度々共演している。12月には、ベネッセコーポレーション「進研ゼミ高校講座」のCMに起用され、CM初出演を果たした。
2013年、関西テレビ4月期ドラマ『幽かな彼女』で女優デビュー。同年9月、映画『謝罪の王様』でスクリーンデビュー。11月には、山下達郎の「クリスマス・イブ（30th Anniversary Edition）」ショートフィルムで自身初となる主演を務めた。
2014年4月、大塚食品「MATCH」のCMで姉のアリスとCM姉妹初共演。同年11月1日発売の『Seventeen』12月号で初表紙を単独で飾った。また、同年から翌年にかけて開催された第93回全国高等学校サッカー選手権大会では、応援マネージャーを務めた。
2015年、日本テレビ1月期ドラマ『学校のカイダン』で連続ドラマ初主演。同年1月31日発売の『Seventeen』3月号では、姉のアリスと同誌史上初となる姉妹表紙を飾った。同年5月、出演作『海街diary』が第68回カンヌ国際映画祭のコンペティション部門に正式出品され、公式上映に出席した。7月、劇場版アニメ『バケモノの子』において、初めて声優を務めた。
2015年度は、映画『海街diary』での演技が高く評価され、数多くの映画賞で新人賞を総なめにした。また、ビデオリサーチの「2015年タレント別テレビCM広告主数ランキング」では、首位を獲得した。
2016年3月公開の『ちはやふる』で映画単独初主演。2016年度は、第40回日本アカデミー賞において『ちはやふる -上の句-』で優秀主演女優賞、『怒り』で優秀助演女優賞をダブル受賞した。また、その年最も活躍し将来の活躍が期待される俳優に贈られるエランドール賞新人賞も受賞した。
2017年3月、高校卒業後は進学せず、女優業に専念することを発表。同年、東日本大震災の3.11チャリティオークションに参加し、私物を寄付している。同年7月、2017-2018秋冬パリ・オートクチュールコレクションに参加。同年8月、アニメ映画『打ち上げ花火、下から見るか? 横から見るか?』で初の主演声優を務め、劇中でカバーした松田聖子の楽曲「瑠璃色の地球」でCDデビューを果たした。同年9月、出演作『三度目の殺人』が第74回ヴェネツィア国際映画祭コンペティション部門に正式出品され、公式上映に出席した。
2018年、日本テレビ1月期ドラマ『anone』で、3年ぶりとなる連続ドラマの主演を務めた。同年8月、パシフィコ横浜で開催される読者イベント「Seventeen夏の学園祭2018」で卒業式を実施し、10月1日発売の11月号を最後に『Seventeen』専属モデルを卒業。同年12月、NHK放送の『第69回NHK紅白歌合戦』で紅組司会を務めた。
2019年、前期放送のNHK連続テレビ小説100作目となる『なつぞら』でヒロインを務める。同年10月から上演された『Q：A Night At The Kabuki』で初舞台に挑戦。同作で第54回紀伊國屋演劇賞個人賞を受賞した。同年12月、美容雑誌VoCEが表彰する「2019年最も美しい顔」に選出された。また、同月にgooが発表した「2019年検索ランキング」の芸能人カテゴリでは、1位にランクインした。
2020年1月、アパレルブランド「ルイ・ヴィトン」のアンバサダーに就任。同年5月、新型コロナウイルス感染症で不足していたハンドジェルを静岡県の各学校に寄付した。同年12月、ニホンモニターの「2020年タレントCM起用社数ランキング」、並びにエム・データの「2020年テレビCMタレント会社数ランキング」で1位を獲得。
2021年3月、『桶狭間 OKEHAZAMA〜織田信長〜』で時代劇初出演。11月7日に翌2022年2月18日にデビュー10周年を記念した写真集 『レジャー・トレジャー』 を発売することを発表した。
2022年9月11日、ウクライナの復興支援のためにクラウドファンディングを行い1000万円以上を寄付した。

## 人物
特技は小学生の頃に習い始めたバスケットボール。好きな食べ物はさつまいもとニラ。
2021年まで姉の広瀬アリスと同居していた。
日課は、その日の出来事をノートに書くこと。小学生の頃から継続しており、気持ちがリセットされてストレス発散になるという。また、その日の出来事だけでなく「日頃の嫌な出来事などを綺麗な文字でノートに書く」習慣もある。
憧れの女優はたくさんいるが、こういう人になれたらすごく嬉しいと思う女優は松たか子。また、近い世代の中で一番尊敬している役者には二階堂ふみの名前を挙げている。
主演を務めた水曜ドラマ『anone』の撮影現場で共演した猫に「あの」という名前をつけ、共演後も一緒に暮らしている。
好きなミュージシャンにPUFFYの名前を挙げており、昔から聴き続けている大切な楽曲として「これが私の生きる道」を挙げている。
好きな芸人にシソンヌの名前を挙げており、2人が出演している舞台などにも足を運んだことがある。
友人同士や家族、もしくは息抜きに1人でカラオケに行った時には森七菜の楽曲や合唱曲の「翼をください」を歌うことが多い。
スカウトを断り切れず、14歳で芸能界デビューした。デビュー当時はバスケットボールに夢中で、芸能活動は『バスケに影響しない程度でやる』という約束だったが、初めて決まったCMの仕事が大きな試合と重なってしまい、試合には出られず大泣きした。そのせいもあり、当初は芸能の仕事が好きになれなかった。
出演作品の脚本や台本を覚える際には、シーンごとのページを写真のように記憶してから撮影の現場に臨んでいる。
キックボクシングに強い興味を示し、「どんどん練習してもっと強くなりたい」と話している。

## 出演

### 映画
- 謝罪の王様（2013年9月28日、東宝） - つぐみ 役[8]
- 放課後たち 「ロリータなんて」（2014年3月16日） - 倫子 役[65]
- クローズEXPLODE（2014年4月12日、東宝） - 内田美枝 役
- 海街diary（2015年6月13日、東宝 / ギャガ） - 浅野すず 役[66]
- ちはやふるシリーズ（東宝） - 主演・綾瀬千早 役[15]
  - ちはやふる -上の句-（2016年3月19日）
  - ちはやふる -下の句-（2016年4月29日）
  - ちはやふる -結び-（2018年3月17日）[67][68]
- 四月は君の嘘（2016年9月10日、東宝） - 主演・宮園かをり 役[注 2][69]
- 怒り（2016年9月17日、東宝） - 小宮山泉 役[70]
- チア☆ダン〜女子高生がチアダンスで全米制覇しちゃったホントの話〜（2017年3月11日、東宝） - 主演・友永ひかり 役[71]
- 三度目の殺人（2017年9月9日、東宝 / ギャガ） - ヒロイン・山中咲江 役[72]
- 先生!、、、好きになってもいいですか?（2017年10月28日、ワーナー・ブラザース映画） - ヒロイン・島田響 役[73]
- ラプラスの魔女（2018年5月4日、東宝） - ヒロイン・羽原円華 役[74]
- SUNNY 強い気持ち・強い愛（2018年8月31日、東宝） - 阿部奈美（女子高生時代） 役[75]
- ラストレター（2020年1月17日、東宝） - 遠野鮎美 / 遠野未咲（回想） 役[76]
- 一度死んでみた（2020年3月20日、松竹） - 主演・野畑七瀬 役[77]
- 新解釈・三國志（2020年12月11日、東宝） - 貂蝉（変身） 役
- いのちの停車場（2021年5月21日、東映） - 星野麻世 役[78]
- 流浪の月（2022年5月13日、ギャガ） - 主演・家内更紗 役[注 3][79]
- 映画ネメシス 黄金螺旋の謎（2023年3月31日、ワーナー・ブラザース映画） - 主演・美神アンナ 役[注 4][80]
- 水は海に向かって流れる（2023年6月9日、ハピネットファントム・スタジオ） - 主演・榊千紗 役[81]
- キリエのうた（2023年10月13日、東映） - イッコ 役[82][83]
- アット・ザ・ベンチ 第1話・第5話（2024年11月15日、SPOON）- 莉子 役[84] ※第1話は2023年9月30日にVimeoにて配信されていた短編映画。
- ゆきてかへらぬ（2025年2月21日、キノフィルムズ） - 主演・長谷川泰子 役[85][86]
- 片思い世界（2025年4月4日[注 5]、東京テアトル・リトルモア） - 主演・相良美咲 役[注 6][88][89][90]
- 遠い山なみの光（2025年9月5日公開予定、ギャガ） - 主演・悦子 役[91][92]
- 宝島（2025年9月19日公開予定、東映 / ソニー・ピクチャーズ エンタテインメント） - ヤマコ 役[93][94]
- 汝、星のごとく（2026年公開予定、東宝） - 主演・井上暁海 役[注 7][95]

### 劇場アニメ
- バケモノの子（2015年7月11日、東宝） - ヒロイン・楓 役[13]
- 打ち上げ花火、下から見るか? 横から見るか?（2017年8月18日、東宝） - 主演・及川なずな 役[96]
- ルパン三世 THE FIRST（2019年12月6日、東宝） - ヒロイン・レティシア 役[97]

### 舞台
- Q：A Night At The Kabuki（作・演出：野田秀樹 / 2019年10月8日 - 15日、東京芸術劇場 プレイハウス / 10月19日 - 27日、新歌舞伎座 / 10月31日 - 11月4日、北九州芸術劇場 大ホール / 11月9日 - 12月11日、東京芸術劇場 プレイハウス） - 源の愁里愛 / 愁里愛の面影 役[98]
  - Q：A Night At The Kabuki Inspired by A Night At The Opera（作・演出：野田秀樹 / 2022年8月2日 - 9月11日[99]、東京芸術劇場 プレイハウス / 9月22日 - 24日、サドラーズウェルズ劇場 / 10月7日 - 16日、新歌舞伎座 / 10月25日 - 30日、国家戯劇院）[100][101]

### テレビドラマ
- 幽かな彼女（2013年4月9日 - 6月18日、関西テレビ） - 柚木明日香 役
- TAKE FIVE〜俺たちは愛を盗めるか〜（2013年4月19日 - 6月21日、TBS） - 笹原瑠衣（少女期） 役
- 激流〜私を憶えていますか?〜（2013年6月25日 - 8月13日、NHK総合） - 御堂原貴子（中学時代） 役
- ビター・ブラッド〜最悪で最強の親子刑事〜（2014年4月15日 - 6月24日、フジテレビ） - 佐原忍 役[102]
- おやじの背中 第3話（2014年7月27日、TBS） - 小泉しのぶ 役
- 東京にオリンピックを呼んだ男（2014年10月11日、フジテレビ） - メリーまりこ 役
- 学校のカイダン（2015年1月10日 - 3月14日、日本テレビ） - 主演・春菜ツバメ 役[103]
- 怪盗 山猫（2016年1月16日 - 3月19日、日本テレビ） - ヒロイン・高杉真央 役[104]
- anone（2018年1月10日 - 3月21日、日本テレビ） - 主演・辻沢ハリカ 役[24][25]
- チア☆ダン（2018年7月13日、TBS） - 友永ひかり 役（特別出演）[105]
- 連続テレビ小説 なつぞら（2019年4月1日 - 9月28日、NHK総合） - 主演・奥原なつ 役[106]
- Living 第1話（2020年5月30日、NHK総合） - クコ 役
- 世にも奇妙な物語 '20秋の特別編 「イマジナリーフレンド」（2020年11月14日、フジテレビ） - 主演・原田早希 役[107][108]
- あんのリリック-桜木杏、俳句はじめてみました-（2021年2月27日（前編）、2021年3月6日（後編）、WOWOW） - 主演・桜木杏 役[109]
- エアガール（2021年3月20日、テレビ朝日） - 主演・佐野小鞠 役[110]
- 桶狭間 OKEHAZAMA〜織田信長〜（2021年3月26日[注 1]、フジテレビ） - 濃姫 役[43]
- ネメシス（2021年4月11日 - 6月13日、日本テレビ） - 主演・美神アンナ 役[注 4][111]
- 津田梅子〜お札になった留学生〜（2022年3月5日、テレビ朝日） - 主演・津田梅子 役[112]
- 夕暮れに、手をつなぐ（2023年1月17日 - 3月21日、TBS） - 主演・浅葱空豆 役[113]
- 路上のルカ（2024年7月28日、日本映画専門チャンネル） - マオリ / イッコ 役[114]
- クジャクのダンス、誰が見た?（2025年1月24日 - 3月28日、TBS） - 主演・山下心麦 役[115]
- ちはやふる-めぐり-（2025年7月9日 - 、日本テレビ） - 綾瀬千早 役[116]

### ウェブドラマ
- 阿修羅のごとく（2025年1月9日、Netflix） - 陣内咲子 役[117]

### ラジオドラマ
- Very Merry Christmas（2013年12月15日、TOKYO FM） - 主演・海里 役[注 8][118]
- ストリッパー物語（2018年6月11日、ニッポン放送） - 美智子 役[119]

### テレビ番組
- MUSEな君と。（2012年11月8日 - 15日、BS-TBS）
- もはや神ダネ（2013年4月17日 - 9月18日、フジテレビ）
- 広瀬すずの高校サッカー魂（2015年1月1日 - 12日、日本テレビ）
- 私たちに戦争を教えてください（2015年8月15日、フジテレビ）[120]
- 広瀬アリス・すず・中村雅俊のバスケ愛 一生に一度の歴史的開幕戦（2016年9月11日、フジテレビ） - ナレーション
- 広瀬アリス&すずの「バスケ、キテるね!」（2016年9月17日、フジテレビ）
- NHK紅白歌合戦（NHK総合・ラジオ第1）
  - 第69回（2018年12月31日） - 紅組司会者
  - 第70回（2019年12月31日） - 審査員
- 情熱大陸（2021年11月7日・14日、MBS・TBS系）[注 9][121]

### ウェブ番組
- アオハルオンラインbeta（集英社）
  - 「アオハルジカン 夏」（2013年7月5日 - 8月8日）
  - 「すずとのアオいハル」（2013年9月6日 - 10月25日）
- カタオモイ vol.12（2013年10月28日）
- JADICT 「lovely hickey #14」（2013年11月4日）
- ゴーストバンド（2013年12月10日、ネスレシアター on YouTube）[122]

### ラジオ番組
- SCHOOL OF LOCK! 「GIRLS LOCKS!」（2013年10月14日 - 2017年3月16日、TOKYO FM） - 第2週パーソナリティー[123]
- LOTTE Ghana presents
  - 広瀬すずのカーネーション・レター（2014年5月6日、TOKYO FM）[124]
  - 届け❤スイートラブレター！（2016年2月11日、TOKYO FM）[125]
- 広瀬すずのオールナイトニッポンGOLD（2015年3月20日・2018年8月17日、ニッポン放送）[126]
- 広瀬すずの「よはくじかん」（2023年10月7日 - 、TOKYO FM）

### ミュージックビデオ
- 山下達郎 「クリスマス・イブ（30th Anniversary Edition）」（2013年11月20日） - 主演・海里 役[注 8][128][129]
- EXILE ATSUSHI 「Precious Love」（2014年10月29日）[130]
- ナオト・インティライミ
  - 「いつかきっと」（2015年4月8日）[131]
  - 「together」（2016年3月30日）[132]
- コブクロ 「hana」（2015年4月20日）[133]
- whiteeeen「テトテ with GReeeeN」（2017年5月2日）[134]

### ファッションショー
- GirlsAward
  - GirlsAward 2016 AUTUMN/WINTER（2016年）[注 10][135]
  - GirlsAward 2017 AUTUMN/WINTER（2017年）[注 11][136]

## 広告

### テレビCM
- ベネッセコーポレーション 進研ゼミ高校講座（2012年 - 2013年）
- 東日本電信電話 フレッツ光（2013年）[137]
- 大塚食品 MATCH
  - 「青春と数学」篇 / 「青春と英語」篇（2014年）[138]
  - 「曲がり角」篇（2015年）[139]
  - 「席替え」篇 / 「海辺」篇（2016年）[140][141]
  - 「PROMOTION」篇（2016年）[142]
- ロッテ
  - ガーナミルクチョコレート
    - 「母の日」篇（2014年 - 2017年）[143][144][145][146]
    - 「チョコびらき」篇 / 「真っ赤って、ときめき。雨の日」編（2014年 - 2016年）[147][148][149]
    - 「バレンタイン」篇（2015年 - 2017年）[150][151][152]

  - 小梅（2014年）[153]
  - Fit's
    - 「スクール」篇（2015年）[154]
    - 「海街diary」篇（2015年）[155]
    - 「なかよしダンス」編（2016年）[156]

  - 爽
    - 「爽HAPPY」篇（2017年）[157]
    - 「芝生でゴロ〜ン」篇（2018年）[158]
    - 「全力エアバンド」篇 / 「全力合爽部」篇（2019年）[159][160]
    - 「おいしい休憩」篇（2020年 - 2020年）[161]
- リクルート
  - ゼクシィ（2014年 - 2015年） - 7代目CMガール[162][163]
  - リクナビNEXT（2021年）[164]
- ソフトバンク
  - 「Pepper」篇（2014年）[165]
  - 「回想」篇（2015年）[166]
  - 「MOON RIBAR」篇（2015年）[167]
  - 「ある日Pepperに」篇（2016年）
  - 「SUPER STUDENT」篇（2017年）[168]
  - 「学割先生登場」篇
  - 「教頭タジタジ！学割先生の新たな主張」篇
  - 「広瀬のパパついに登場! サンキューパパ」篇
  - 「見事に吹っ飛んだこれは誰だ!?」篇
  - 「しばられるな」篇（2019年）[169]
  - 「月への階段」篇（2019年）[170]
  - 「ドラミ登場」篇（2021年）[171]
  - 「5G予報士ドラミ」篇（2021年）[172]
  - 「あの時からずっと」篇（2021年）[173]
  - 「ペイトク 登場」篇（2023年）[174]
  - 「ペイトク店長 ソフトバンクショップ」篇（2024年）[175]
- ソフトバンクロボティクス
  - 「Whizで隠れダスト清掃」篇（2020年）[176]
- LINE PLAY（2014年）[177]
- 静岡県いちご協議会 静岡いちご「紅ほっぺ」（2014年）[2]
- 東日本旅客鉄道 JR SKISKI「答えは雪に聞け。」篇（2014年 - 2015年）[178]
- 明星食品
  - 一平ちゃん夜店の焼そば
    - 「マヨンナ」篇（2015年）[179]
    - 「かわいい」篇 / 「あ〜ん」篇 / 「好き」篇（2016年）[180]

  - チャルメラ
    - 「ちゃるめにゃ〜」篇 / 「バリカタにゃ〜」篇（2017年）[181]
    - 「ちゃるめニャダンス篇」/「この子が篇」（2018年）[182]
    - 「秘密のしょうゆ篇」/「魅惑のバリカタ篇」（2019年）[183]
- 東京ガス
  - エネファーム 「電気ウナギイヌ 新しい家族」篇（2015年）[184]
  - 「あなたとずっと、今日よりもっと。」篇 / 「ずっと」篇（2015年）[185]
  - 「ピピッとコンロ 似ている母娘」篇 / 「エネファーム 父さんの若い頃は」篇（2015年）[186]
  - 「多世帯」篇 / 「ペット」篇 / 「大画面テレビ」篇（2015年）[187]
  - 「バーバースガ」シリーズ（2016年）[188][189][190]
- 資生堂
  - シーブリーズ
    - 「Girl’s Side」篇 / 「Boy’s Side」篇（2015年）[191]
    - 「すずと大志」篇 / 「すずと広大」篇（2016年）[192]
    - 「デオ&ジェル すずの3分」篇（2017年）[193]
    - 「デオ＆ジェル 好きだから」篇（2018年）[194]

  - d プログラム
    - アレルバリア エッセンス BB（2020年）[195]

  - 150周年企業広告「美しさとは、人のしあわせを願うこと。」篇 （2022年1月23日 - ）[196]
  - SHISEIDO MEN「選んだ道」篇（2025年4月8日 - ） - ナレーション[197]
- 片倉工業 コクーンシティ（2015年）[198][199]
- 富士フイルム
  - 「写プライズしよう。」（2015年）[200]
  - 「フジカラーの写真年賀状」（2015年 - ）[201][202]
  - 「お正月を写そう♪」
    - 「お正月の思い出 シャッフルプリント」篇／「1年の思い出 イヤーアルバム」篇（2015年 - 2016年）[203]
    - 「ましかくん登場」篇（2016年 - 2017年）[204]
    - 「人気者とお正月・チェキプリント」篇／「人気者とお正月・イヤーアルバム」篇（2017年 - 2018年）
    - 「お正月を写そう♪2019 それぞれのウォールデコ」篇（2018年 - 2019年）
    - 「お正月を写そう♪2020 ラグビー七福神・音チェキ」篇（2019年 - 2020年）
    - 「お正月を写そう♪2021 くつろぎ新年会・遊べるチェキ」篇（2020年 - 2021年）[205]
    - 「お正月を写そう♪2022 チェキ・エモい写真」編（2021年 - 2022年）[206]
    - 「お正月を写そう♪2023 チェキ・村神様と初詣」編（2022年12月29日 - 2023年） - 村上宗隆と共演[207]
    - 「お正月を写そう♪ 2024 チェキ・お正月も対局」篇（2023年 - 2024年） - 横浜流星、藤井聡太、羽生善治と共演[208]
    - 「お正月を写そう♪ 2025 ワイドなチェキ™ ワイドな活躍」篇（2024年12月28日 - ） - 横浜流星、北口榛花、竹田麗央と共演[209]

  - 「ましかくプリント」（2017年）[注 12]
  - インスタントカメラ・チェキ
    - 「instax SQUARE SQ6」（2018年）
    - 「クリスマスプレゼント 2021」篇（2021年 - ）[211]
    - 「『ワクワクがリンクする。』INSTAX mini Link 2」篇（2022年）[212]
    - 「『ワクワクがリンクする。』INSTAX SQUARE」篇（2023年）[213]
    - 「『ワクワクがリンクする。』INSTAX Pal™」篇（2023年）[214]
    - 「『クリスマスプレゼントにチェキ!』INSTAX Pal™」篇（2023年）[215]
    - 「『ワクワクがリンクする。』INSTAX mini Link 3」篇（2024年）[216]

- 千寿製薬
  - マイティアCL（2015年 - ）[217][218][219][220][221][222][223][224]
  - マイティア「ひろがれ、瞳のチカラ。」篇（2022年 - ）[225]
- 日本野球機構 野球・ソフトボールを東京オリンピックの正式種目に！#ソフトボール（2015年）[226]
- ユニバーサル・スタジオ・ジャパン
  - 「ユニバーサル・サプライズ・ハロウィーン」（2015年 - 2016年）[227][228]
  - 「ウィザーディング・ワールド・オブ・ハリー・ポッター」（2016年）[229][230]
- レオパレス21
  - 「登場」篇 / 「先輩」篇 / 「内見」篇（2015年）[231]
  - 「恋するレオパレス」シリーズ（2016年）[232][233]
- 三菱UFJニコス DCカード
  - 「DCカフェシリーズ」（2016年 - 2017年）[234][235][236]
  - 「はじめても! これからも!」篇 / 「旅行も! ショッピングも!」篇 / 「お店でも! ネットでも!」篇（2018年）[237]
- グラクソ・スミスクライン・コンシューマー・ヘルスケア・ジャパン コンタック
  - 新コンタックかぜEX
    - 「ねらい撃ち」篇（2016年）[238]
    - 「サンバ」篇（2017年）[239]
    - 「バキュン」篇（2018年）[240]

  - 新コンタック600PLUS
    - 「秘密兵器」篇（2017年）[241]
    - 「キュー」篇（2018年）[242]

  - 新コンタック600PLUS / コンタック鼻炎Z（2020年）[243]
  - 新コンタック総合かぜ薬 トリプルショット「2丁拳銃」篇（2020年）[244]
- スクウェア・エニックス ファイナルファンタジー ブレイブエクスヴィアス（2016年 - 2017年）[245]
- スズキ
  - スズキ・ワゴンR
    - 「2人で宣言」篇 / 「免許とるぞ」篇（2017年）[246]
    - 「ワゴンR自慢・安全」篇 / 「犬もスヤスヤ・静かな走り」篇 （2017年）
    - 「はじめてのドライブ」篇（2017年）
    - 「はじめての遠出･朝市へ」篇（2018年）
    - 「STRONG BEAUTYな広瀬さん」篇（2018年）
    - 「いとことドライブ」篇（2019年）
    - 「新しいワゴンR乗ってかない?」篇（2019年）
    - 「新しいワゴンR登場」篇（2022年）

  - スズキ・ワゴンRスマイル
    - 「ワゴンRスマイル登場」篇（2021年）[247]
    - 「ワゴンRスマイルステップ」篇（2022年）
- ストライプインターナショナル earth music&ecology
  - 「バッティング」篇 / 「タクシー」篇（2017年）[248]
  - 「エシカルへ」篇（2019年）[249]
  - 「服という商品は。〜ニンビン篇・ハノイ篇・ベトナム篇〜」（2020年）[250]
- 大塚製薬 ファイブミニ（2017年）[251]
- 東京2020オリンピック・パラリンピック競技大会 ボランティア募集（2018年）[252]
- 日本赤十字社 はたちの献血（2018年）[253]
- ポケモン ポケモンカードゲーム（2018年）[254]
- 東芝ライフスタイル（2018年 - 2019年）[255]
- アサヒ飲料
  - 三ツ矢サイダー（2019年）[256]
  - 三ツ矢レモネード（2019年）[257]
  - PLANT TIME ソイミルクティー「植物ミルクを知ってるかい」篇（2020年）[258]
- 農林水産省 ＃元気いただきますプロジェクト（2020年）[259]
- AGC
  - 「AではじまりCでおわる素材の会社はAGC」篇（2021年）[260]
  - 「AではじまりCでおわる素材の会社はAGC/展開篇」（2021年）
  - 「AGCを知ってるかい？」（2021年）
  - 「素材でがんばるAGC/太陽光発電篇」（2022年）
  - 「素材でがんばるAGC/水素製造膜篇」（2022年）
  - 「断熱エコガラス篇」（2022年）
  - 「素材で挑戦篇」（2023年）
  - 「素材でがんばるAGC/水の供給篇」（2023年）
  - 「実験するぞ！AGC/ミラリア篇」（2025年）[261]
- 味の素冷凍食品 ギョーザ
  - 「いいんじゃない篇」（2021年）[262]
  - 「ん〜ふ〜篇」（2022年） [263]
  - 「羽根パネェ～!篇」 / 「羽根パネェ～!すずドッキリ成功篇」（2024年）[264]
- 三井不動産
  - 「BE THE CHANGE」（2021年）[265][266]
  - 「三井のすずちゃん」
    - 「東京ミッドタウン篇」（2022年）[267]
    - 「MIYASHITA PARTK篇」（2022年 - ）
    - 「日本橋街めぐり篇」（2023年 - ）[268]
    - 「すまいの相談篇」（2023年）
    - 「スポーツの力篇」（2023年）
    - 「三井のオフィス」（2023年）[269]
    - 「宇宙篇」（2024年）[270]
    - 「LaLa arena篇」（2024年）[271]
    - 「オリパラ篇」（2024年）[272]
    - 「経年優化篇」（2025年）[273]
- Peak トゥーンブラスト「トゥーンブラスト 渋谷ディスコ篇」（2021年）[274]
- 日本マクドナルド
  - 「本気のカフェラテ 心の会話」（2023年）[275]
  - 「マックカフェ『マックにフラッペがやってきた』」篇（2023年) [276]
  - 「マックカフェ『マックにいちごのフラッペがやってきた』」篇（2023年） [277]
  - 「マックカフェ『マックにホリデーフラッペがやってきた』」篇（2023年）[278]
  - 「マックカフェ『しあわせすぎるっ!もも』」篇（2024年）[279]
  - 「マックカフェ『しあわせすぎるっ！チョコミント』篇（2024年）[280]
  - 「マックカフェ『フラッペしちゃった すいか&パイン』篇（2024年）[281]
  - 「マックカフェ『フラッペしちゃった りんご&巨峰』篇（2024年）[282]
  - 「マックカフェ『マックのいちごフラッペ』篇（2024年）[283]
  - 「マックカフェ『寄り道マック 夜のドライブ』」篇（2025年）[284]
  - 「マックカフェ『寄り道マック 夕方のピーチ』」篇（2025年）[285]
  - 「マックカフェ『寄り道マック 仕事帰りのベリー』」篇（2025年）[286]
- ウェザーニューズ「お天気アプリ ウェザーニュース」（2023年）[287]
- サントリー ザ・プレミアム・モルツ
  - 「すず登場」篇（2023年 - ）[288]
  - 「年末のごほうび」篇（2023年）[289]
  - 「いい日、プレモル。蕎麦屋」篇（2024年）[290]
  - 「はじめたくなる、空ですね!」篇（2024年）[291]
  - 「いい日、プレモル 。夏祭り」篇（2024年）[292]
  - 「広瀬すず、9割本実践してみた」篇 / 「9割本の著者に1割は何か聞いてみた」篇（2024年）[293]
  - 「プレモル子ちゃん・再会」篇 / 「プレモル子ちゃん・手紙」篇 / 「プレモル子ちゃん・青いバラ」篇 （2025年）[294][295]
  - 「プレモル子ちゃん・グランドキャニオン」篇（2025年）[296]
- FPパートナー マネードクター
  - 「姉の言葉」篇、「コーチの言葉」篇（2024年）
  - 「念力が…」篇、「あのひとが…」篇（2025年4月19日 - ）[297]

### 広報大使
- ハルタ製靴 HARUTA イメージガール（2013年）[298]
- 日本防火・危機管理促進協会 全国火災予防運動（2014年 - 2015年）[299]
- 第93回全国高等学校サッカー選手権大会 10代目応援マネージャー（2014年）[注 13][300]
- コクーンシティ 初代イメージキャラクター（2015年4月 - 2016年3月）
- 厚生労働省・中央労働災害防止協会 全国安全週間 / 熱中症予防運動（2015年）
- 国際協力機構 なんとかしなきゃ!プロジェクト（2015年 - ）[注 14][301]
- 総務省 18歳選挙 イメージキャラクター（2015年 - ）[注 15][302][303]
- きもの やまと イメージキャラクター（2015年 - ）[304]
- Ｂリーグ 開幕戦中継スペシャルブースター（2016年）[305]
- クロックス・ジャパン グローバルアンバサダー（2019年）[306]
- ルイ・ヴィトン アンバサダー（2020年）[39]
- 2023年FIBAバスケットボール・ワールドカップ テレビ朝日系中継番組スペシャルブースター[307]

## 書籍

### 単行本
- 負けずぎらい。（2018年6月14日、日経BP社） - 日経エンタテインメント! での連載をまとめたフォトエッセイ ISBN 978-4-8222-5613-5[308]

### 写真集
- suzu（2014年3月31日、東京ニュース通信社）ISBN 978-4-86336-391-5
- 17才のすずぼん。（2016年3月19日、集英社）ISBN 978-4-08-780777-6[309]
- ぜんぜん、はじめてです。（2016年10月7日、東京ニュース通信社）ISBN 978-4-86336-588-9[310]
- ありすずです。（2017年12月15日、玄光社） - 広瀬アリスとの姉妹でのフォトブック ISBN 978-4-7683-0923-0[311]
- 広瀬すず in なつぞら PHOTO BOOK（2019年4月1日、東京ニュース通信社）ISBN 978-4-86336-911-5[312]
- レジャー・トレジャー（2022年2月18日発売、講談社）ISBN 978-4065194003[313]

### 雑誌連載
- Seventeen（2012年10月号 - 2018年11月号、集英社） - 専属モデル
  - 「アリスvsすず 広瀬姉妹のしばき合いトーク」（2014年5月号 - 2015年4月号）[314]
  - 「すずぼん。」（2015年5月号 - 2018年11月号）[315]
- B.L.T. 「ぜんぜん、はじめてです♪」（2014年6月号 - 2016年5月号、東京ニュース通信社）
- CM NOW 「ありすず」（2014年7 / 8月号 - 2017年7 / 8月号、玄光社）
- 日経エンタテインメント!「負けず嫌い。」（2017年4月号 - 2018年7月号、日経BP社）[316]

### カレンダー
- 広瀬すず スクールカレンダー 2014-2015（2014年2月19日、東京ニュース通信社）ISBN 978-4-86336-381-6
- 広瀬すず カレンダー 2015年（2014年10月4日、ハゴロモ）ASIN B00N09YHCA
- 広瀬すず 2016年 カレンダー 壁掛け/卓上（2015年10月17日、ハゴロモ）ASIN B014PBFM9I / ASIN B014PBJ0HI
- 広瀬すず 2017年 カレンダー（2016年10月29日、トライエックス）ASIN B01KSWHV7E
- 広瀬すず 2018年 カレンダー 壁掛け/卓上（2017年11月11日、ハゴロモ）ASIN B074PY2H4L / ASIN B074PY515Q
- 広瀬すず 2019年 カレンダー 壁掛け/卓上（2018年8月9日、トライエックス）ASIN B07G32XC75 / ASIN B07GC6Z97L
- 広瀬すず 2020年 カレンダー 壁掛け/卓上（2019年11月15日、東京ニュース通信社）ISBN 978-4-86701-011-2 / ISBN 978-4-86701-012-9
- 広瀬すず 2021年 カレンダー 壁掛け/卓上（2020年11月10日、東京ニュース通信社）ISBN 978-4-86701-158-4 / ISBN 978-4-86701-159-1
- 広瀬すず 2022年 カレンダー 壁掛け/卓上（2021年11月27日、トライエックス）ASIN B09BZMJWRN / ASIN B09BZLGR11[317]

### ポストカード
- 広瀬すず 東京デート（2015年11月13日、リトルモア）ISBN 978-4-89815-423-6[318]

### 小説表紙
- 推定幼なじみ〈上〉・〈下〉（2013年5月24日・6月25日、集英社ピンキー文庫） - カバーモデル

## ディスコグラフィ

### アルバム収録
- 「初戀」/ 松本隆 作詞活動四十五周年トリビュート『風街であひませう』（2015年6月24日）[注 16][319]
- 「朗詠 小倉百人一首」（2016年4月6日）[320]
- 及川なずな（CV. 広瀬すず）「瑠璃色の地球」「瑠璃色の地球 ([if] ver.)」 / 映画『打ち上げ花火、下から見るか? 横から見るか?』オリジナル・サウンドトラック（2017年8月9日）[321]

### CDジャケット
- 「アイのうた Bitter Sweet Tracks 2 → mixed by Q;indivi+」 / 「アイのうた J-POP NON STOP MIX 2 → mixed by DJ FUMI★YEAH!」（2014年12月24日）[322]
- back number 「ヒロイン」（2015年1月21日）[注 17][323]
- ナオト・インティライミ
  - 「いつかきっと」（2015年4月8日）[注 17][324]
  - 「together」（2016年3月30日）[注 17][132]

## イベント
- Seventeen 夏の学園祭
  - Seventeen夏の学園祭2023（2023年8月23日、東京ドームシティ プリズムホール）[325]

### 写真展
- 女優顔 - 日本の女優50人を撮りおろした写真展、撮影：富取正明[326]
  - 香港（2016年）
  - 上海（2017年）
  - マカオ Art Macao 2019 ジャパンパビリオン（2019年8月10日 - 29日）[327]
  - 東京 表参道 スパイラル（2021年7月14日 - 8月8日）
- OH MY SISTER! －広瀬姉妹・写真展－ - 姉の広瀬アリスと姉妹での写真展、撮影：藤代冥砂・川島小鳥[328]
  - 東京 銀座プレイス common ginza（2019年3月1日 - 10日）
  - 大阪 梅田ロフト（2019年12月28日 - 2020年1月26日）[329]

## 受賞歴

### 映画賞
- 2015年度
  - 第7回TAMA映画賞 最優秀新進女優賞（『海街diary』『バケモノの子』）[330]
  - 第39回山路ふみ子映画賞 新人女優賞（『海街diary』）[331][332]
  - 第40回報知映画賞 新人賞（『海街diary』）[333]
  - 第37回ヨコハマ映画祭 最優秀新人賞（『海街diary』）[334]
  - 第28回日刊スポーツ映画大賞・石原裕次郎賞 新人賞（『海街diary』）[335]
  - 第89回キネマ旬報ベスト・テン 新人女優賞（『海街diary』）[336]
  - 第39回日本アカデミー賞 新人俳優賞（『海街diary』）[337]
  - 第20回日本インターネット映画大賞 ニューフェイスブレイク賞、ベストインパクト賞（『海街diary』）[338]
  - 第25回東京スポーツ映画大賞 新人賞（『海街diary』）[339]
  - 第13回シネマ夢倶楽部 推薦委員特別賞（『海街diary』）[340]
- 2016年度
  - 第40回日本アカデミー賞 優秀主演女優賞（『ちはやふる -上の句-』）[341]
  - 第40回日本アカデミー賞 優秀助演女優賞（『怒り』）[341]
  - 第26回東京スポーツ映画大賞 助演女優賞（『怒り』）[342]
- 2017年度
  - 第27回東京スポーツ映画大賞 助演女優賞（『三度目の殺人』）[343]
  - 第41回日本アカデミー賞 最優秀助演女優賞（『三度目の殺人』）[344]
- 2020年度
  - 第44回日本アカデミー賞 優秀主演女優賞（『一度死んでみた』）[345]
- 2021年度
  - 第45回日本アカデミー賞 優秀助演女優賞（『いのちの停車場』）[346]
- 2022年度
  - 第14回TAMA映画賞 最優秀女優賞（『流浪の月』）[347]
  - ELLE CINEMA AWARDS 2022 エル ベストアクトレス賞（『流浪の月』）[348]
  - 第46回日本アカデミー賞 優秀主演女優賞（『流浪の月』）[349]
- 2023年度
  - 第78回毎日映画コンクール 女優助演賞（『キリエのうた』）[350]

### その他の賞
- 2012年度
  - ミスセブンティーン2012 グランプリ
- 2015年度
  - 第28回東京国際映画祭 ARIGATO賞[351]
  - VOGUE JAPAN Women of the Year 2015[352]
  - Yahoo!検索大賞2015 女優部門[353]
  - ビデオリサーチ 2015年タレント別テレビCM広告主数ランキング 第1位[14]
- 2016年度
  - 第41回エランドール賞 新人賞[17]
  - 第30回DVD＆ブルーレイでーた大賞 ベスト・タレント賞
- 2017年度
  - エム・データ 2017年テレビCMタレント会社数ランキング 第1位[354]
- 2019年度
  - 第28回橋田賞 新人賞（『なつぞら』）[355]
  - 第54回紀伊國屋演劇賞 個人賞（『Q：A Night At The Kabuki』）[34][35]
  - VoCE BEST COSMETICS AWARDS 2019年最も美しい顔[36]
  - goo 2019年検索ランキング 芸能人カテゴリ 第1位[37]
- 2020年度
  - ニホンモニター 2020年タレントCM起用社数ランキング 第1位[注 18][40]
  - エム・データ 2020年テレビCMタレント会社数ランキング 第1位[41]
- 2021年度
  - 第25回 日刊スポーツ・ドラマグランプリ・春ドラマ 主演女優賞 『ネメシス』[356]
- 2024年度
  - 第28回 日刊スポーツ・ドラマグランプリ・冬ドラマ 主演女優賞（『クジャクのダンス、誰が見た?』）[357]